# Rosenheim-Museum

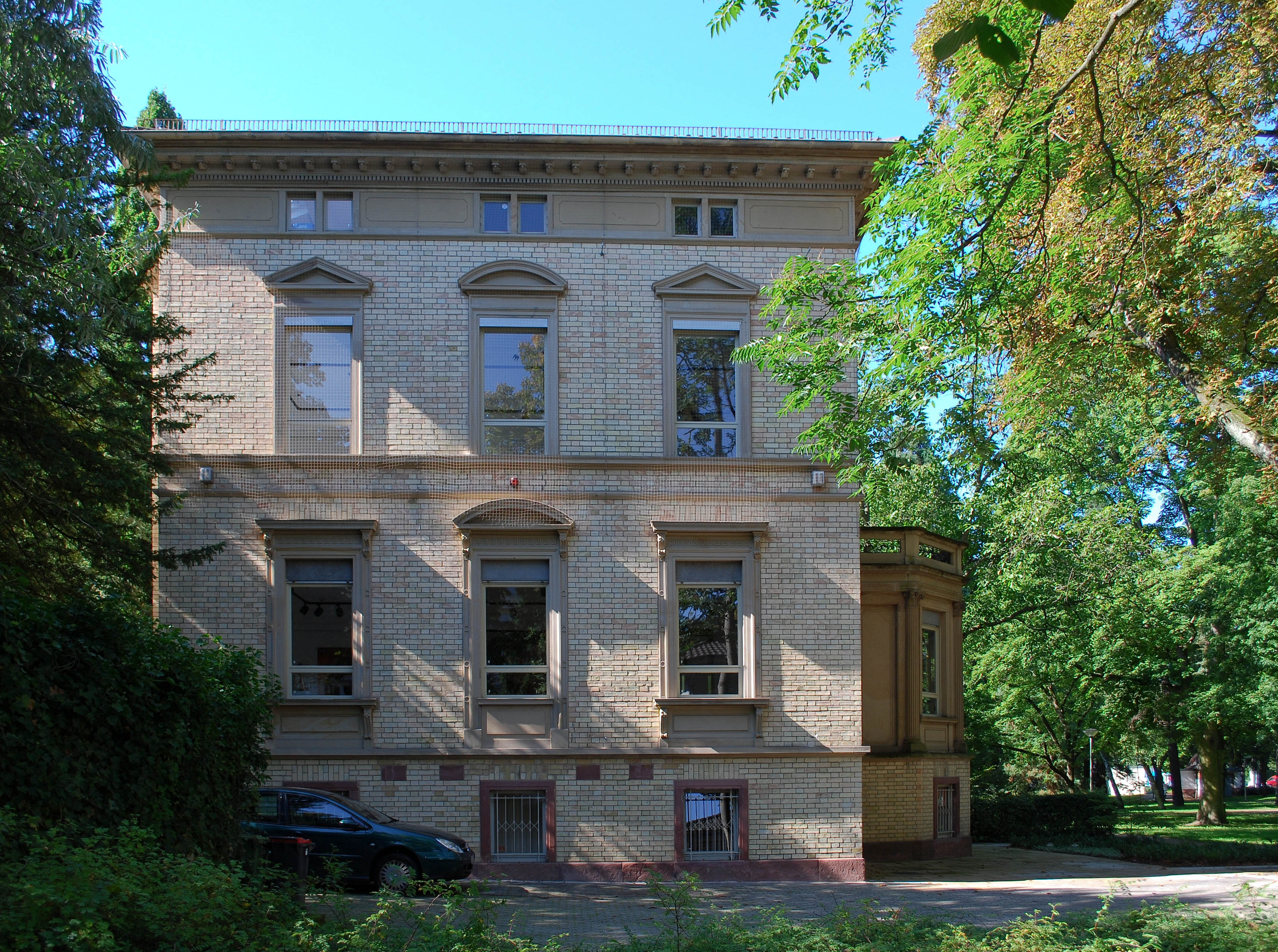
Rosenheim-Museum

Das Rosenheim-Museum war ein Museum für zeitgenössische Kunst in Offenbach am Main. Seinen Namen hatte es von dem 1931 in Offenbach am Main geborenen Bernd Rosenheim, der sich als Künstler, Dokumentarfilmer und Autor einen Namen gemacht hat.

## Stiftung
Getragen wurde das Museum von der 1993 im Namen Bernd Rosenheims gegründeten, gemeinnützigen Bernd und Gisela Rosenheim-Stiftung. Diese hatte 2003 die denkmalgeschützte Villa Jäger im Dreieich-Park von der Stadt Offenbach erworben und aufwendig modernisiert. Nach einer ersten Ausstellung noch während der Umbauarbeiten 2007 eröffnete das Museum den regulären Betrieb am 13. April 2008 mit der Ausstellung „Die Maske des Mythos. Späte Arbeiten von Bernd Rosenheim“. Aufgrund finanzieller Engpässe der Stiftung wurde das Museum bereits im Mai 2011 wieder geschlossen und das Gebäude Ende 2012 an einen privaten Investor veräußert.
Trotz Verkauf des Museums besteht die Bernd und Gisela Rosenheim-Stiftung weiter, ebenso der Kunstpreis der Stiftung. Die Preisvergabe nach Schließung des Museums erfolgte 2014 im Haus der Stadtgeschichte in Offenbach am Main. Das Thema der Ausschreibung, die mit einer Ausstellung verbunden war, lautete: „Europa, Mythos und Vision“.
Die nächste europaweite Ausschreibung stellt das Thema Babylon – Wunder, Wahn und Wirklichkeit zur Aufgabe. Der Preis in Höhe von 5000 Euro und die damit verbundene Ausstellung sowie ein Symposium finden 2016 in Spijkenisse (Niederlande) statt.

## Konzept

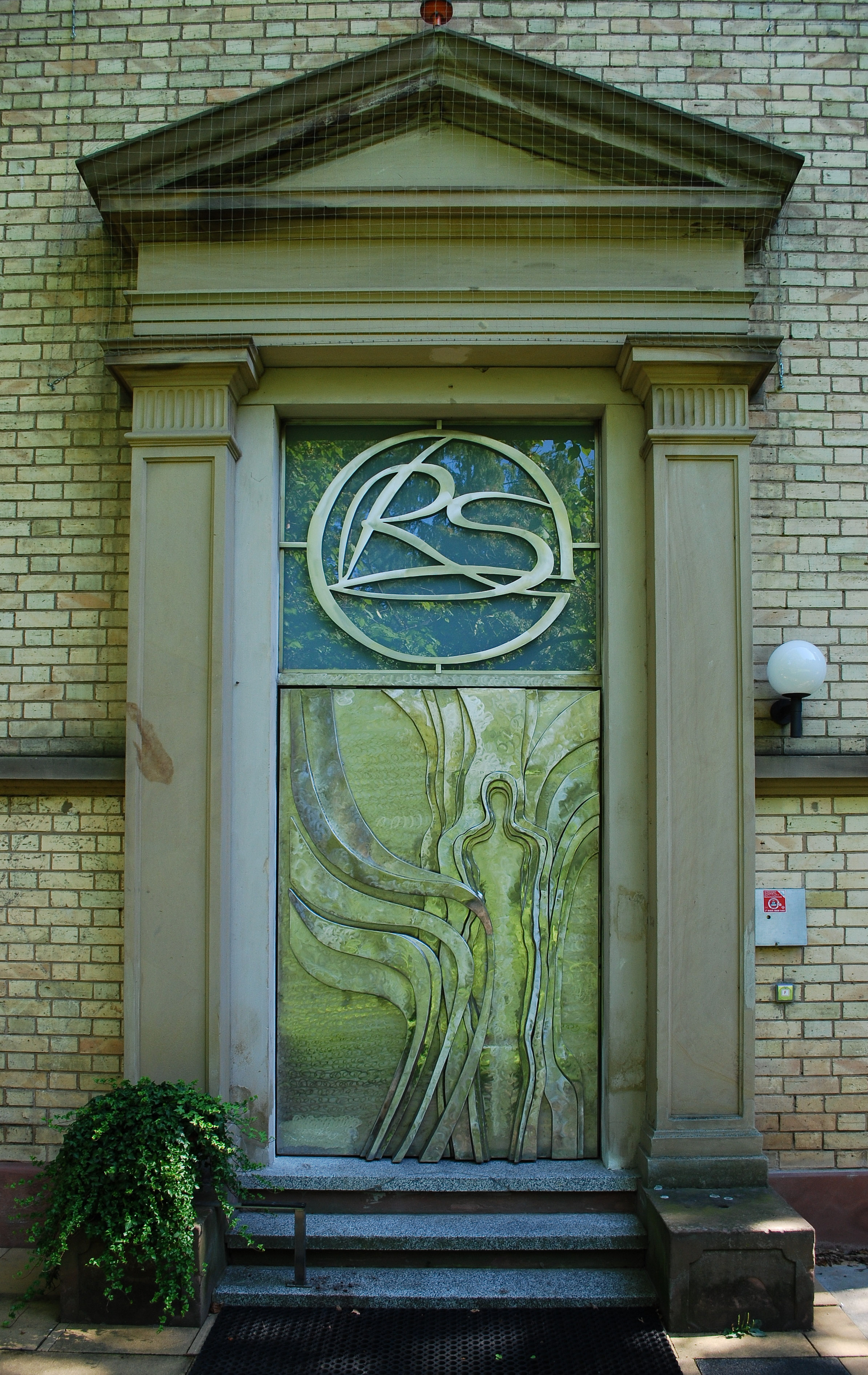
Rosenheim-Museum

Das Museum verwirklichte das Ziel der Stiftung, die zeitgenössische bildende Kunst auf den Gebieten Malerei, Skulptur und Grafik zu fördern, wobei „überzeugende Gestaltung und Formkraft“ laut Stiftungssatzung ausschlaggebend waren. Zu den Aufgaben des Museums gehörte es,
- das Werk von Bernd Rosenheim zu bewahren, zu pflegen und zu zeigen
- Werke anderer zeitgenössischer Künstler auszustellen
- eine Sammlung aktueller Kunst aufzubauen.

Die Konstante bildeten das Werk Bernd Rosenheims, das sich über Skulptur, Malerei, Zeichnung und Druckgrafik erstreckt und die Gattungen oft kombiniert. Die verschiedenen, sehr gegensätzlich erscheinenden Werkphasen wurden nach und nach in Ausstellungen mit begleitenden Katalogen erschlossen.
Akzente setzten dazu Ausstellungen anderer Künstler (junger wie etablierter) und ein Kunstpreis, der alle zwei Jahre von der Bernd und Gisela Rosenheim-Stiftung ausgeschrieben wurde. 2010 hatte er das Motto Orient – Okzident, das preisgekrönte Werk wurde mit den besten Einsendungen in einer Ausstellung gezeigt.

## Ausstellungen
- 2009: Rainer Kurka
- 2010: Yongbo Zhao
- 2010: Asiatika – Ritual- und Kunstgegenstände aus Asien, Handzeichnungen von Bernd Rosenheim
- 2010: Michael Morgner – Spuren
- 2011: Orient – Okzident – Kunstpreis der Bernd und Gisela Rosenheim-Stiftung